# Nick Swardson
Nicholas Roger Swardson (ur. 9 października 1976 w Minneapolis) – amerykański aktor i komik uprawiający stand-up, scenarzysta i producent.

## Życiorys
Urodził się w Minneapolis, w stanie Minnesota, jako najmłodsze z trojga dzieci Pameli i Rogera Swardsonów, ma siostrę Rachel i brata Johna. Jego ojciec był dziennikarzem i wydawcą, który pisał dla Cincinnati Enquirer i City Pages, a także założył Grand Gazette. Swardson jest pochodzenia szwedzkiego. Uczęszczał do Saint Paul Central High School.
Zaczął występować w wieku 18 lat, na scenie klubu Acme Comedy Co. w Minneapolis.

## Wybrana filmografia

### aktor
- 2000: U progu sławy jako obłąkany fan Bowiego
- 2001: Powstałaś z mojego żebra jako Shaun
- 2003: Raperzy z Malibu jako Mocha
- 2003–2009: Posterunek w Reno jako Terry Bernadino
- 2006: Babcisynek jako Jeff
- 2006: Akademia tajemniczych sztuk pięknych jako Matthew
- 2006: Grzanie ławy jako Howie Goodman
- 2006: Klik: I robisz, co chcesz jako pracownik Bed, Bath & Beyond
- 2007: Reno 911!: Miami jako Terry Bernadino
- 2007: Ostrza chwały jako Hector
- 2007: Państwo młodzi: Chuck i Larry jako Kevin McDonough
- 2008: Nie zadzieraj z fryzjerem jako Michael
- 2008: Króliczek jako fotograf
- 2008: Opowieści na dobranoc jako inżynier
- 2011: Bucky Larson: Urodzony gwiazdor jako Bucky Larson
- 2011: Żona na niby jako Eddie Simms
- 2011: 30 minut lub mniej jako Travis
- 2011: Jack i Jill jako Todd
- 2012: Spadaj, tato jako Kenny
- 2013: Dom bardzo nawiedzony jako Chip
- 2013: Jeszcze większe dzieci jako Nick Hilliard

### scenarzysta
- 2003: Raperzy z Malibu
- 2006: Babcisynek
- 2006: Grzanie ławy
- 2006: Gay Robot
- 2008: Jestem na tak
- 2011: Bucky Larson: Urodzony gwiazdor

## Dyskografia
- 2004: Gay Robot
- 2004: Calling Home
- 2007: Party
- 2009: Seriously, Who Farted?